# Americas Rugby Championship 2019
Die Rugby Americas Championship 2019 war die neunte (und bisher letzte) Ausgabe des jährlichen Rugby-Union-Turniers Americas Rugby Championship. An fünf Wochenenden vom 2. Februar bis zum 9. März 2019 traten die Nationalmannschaften von Brasilien, Chile, Kanada, Uruguay und den Vereinigten Staaten sowie die Reserve-Nationalmannschaft Argentiniens gegeneinander an. Das Turnier entschied Argentinien für sich.

## Teilnehmer
| Land               | Stadion                 | Kapazität | Stadt               | Trainer                 | Kapitän              |
| ------------------ | ----------------------- | --------- | ------------------- | ----------------------- | -------------------- |
| Argentinien XV     | Neuquén Rugby Club      | .03500    | Neuquén             | Ignacio Fernández Lobbe | Lautaro Bavaro       |
| Argentinien XV     | Marabunta Rugby Club    | .03500    | Cipolletti          | Ignacio Fernández Lobbe | Lautaro Bavaro       |
| Argentinien XV     | Estadio José Amalfitani | 49.540    | Buenos Aires        | Ignacio Fernández Lobbe | Lautaro Bavaro       |
| Brasilien          | Estádio Martins Pereira | 15.317    | São José dos Campos | Rodolfo Ambrosio        | Felipe Sancery       |
| Brasilien          | Estádio Jayme Cintra    | 15.000    | Jundiaí             | Rodolfo Ambrosio        | Felipe Sancery       |
| Chile              | Estadio Santiago Bueras | .03400    | Santiago de Chile   | Pablo Lemoine           | Martín Sigren        |
| Kanada             | Westhills Stadium       | .01718    | Langford            | Kingsley Jones          | Lucas Rumball        |
| Uruguay            | Estadio Charrúa         | 14.000    | Montevideo          | Esteban Meneses         | Juan Manuel Gaminara |
| Vereinigte Staaten | Dell Diamond            | .04000    | Round Rock          | Gary Gold               | Marcel Brache        |
| Vereinigte Staaten | Starfire Sports         | .04500    | Tukwila             | Gary Gold               | Marcel Brache        |

## Tabelle
|    | Land               | Spiele | Siege | Unent. | Ndlg. | Spiel- punkte | Diff. | Bonus- punkte | Tabellen- punkte |
| -- | ------------------ | ------ | ----- | ------ | ----- | ------------- | ----- | ------------- | ---------------- |
| 1. | Argentinien XV     | 5      | 5     | 0      | 0     | 258:60        | + 198 | 5             | 25               |
| 2. | Uruguay            | 5      | 4     | 0      | 1     | 124:102       | + 22  | 2             | 18               |
| 3. | Vereinigte Staaten | 5      | 3     | 0      | 2     | 173:138       | + 35  | 5             | 17               |
| 4. | Brasilien          | 5      | 2     | 0      | 3     | 84:149        | − 65  | 1             | 9                |
| 5. | Kanada             | 5      | 1     | 0      | 4     | 131:107       | + 24  | 3             | 7                |
| 6. | Chile              | 5      | 0     | 0      | 5     | 33:247        | − 214 | 1             | 1                |

Die Punkte wurden wie folgt verteilt:
- 4 Tabellenpunkte bei einem Sieg
- 2 Tabellenpunkte bei einem Unentschieden
- 0 Tabellenpunkte bei einer Niederlage (vor möglichen Bonuspunkten)
- 1 Bonuspunkt für vier oder mehr Versuche, unabhängig vom Endstand
- 1 Bonuspunkt bei einer Niederlage mit sieben oder weniger Punkten Unterschied

## Ergebnisse

### Erste Runde
| 2. Februar 2019 15:00 CLST | Chile                                                            | 8 : 71         | Vereinigte Staaten | Estadio Santiago Bueras, Santiago de Chile Schiedsrichter: Damián Schneider (Argentinien) |
| 2. Februar 2019 15:00 CLST | Versuche: Dittus 49. erh. Straftritte: Gonzalez Moller (1/1) 16. | (3:38) Bericht | Versuche: Taufeteʻe 2. n.erh. MacGinty (3) 5. erh., 46. erh., 64. erh. Lasike 21. erh. Civetta 26. erh. Davies 29. erh. Germishuys 40.+1 n.erh. Leader 68. erh. de Haas 74. n.erh. Dolan 80.+1 erh. Erhöhungen: McGinty (5/7) Magie (1/1) Leader (2/3) | Estadio Santiago Bueras, Santiago de Chile Schiedsrichter: Damián Schneider (Argentinien) |

| 2. Februar 2019 17:00 ART | Argentinien XV | 54 : 3         | Brasilien                     | Neuquén Rugby Club, Neuquén Schiedsrichter: Joaquín Montes (Uruguay) |
| 2. Februar 2019 17:00 ART | Versuche: Ezcurra 5. erh. Ureta 10. erh. Baldunciel 21. n.erh. Mensa (2) 34. erh., 55. erh. Domínguez 58. erh. Corvalán 70. erh. Segura 78. erh. Erhöhungen: Elías (5/6) Roger (2/2) | (26:3) Bericht | Straftritte: Reeves (1/1) 14. | Neuquén Rugby Club, Neuquén Schiedsrichter: Joaquín Montes (Uruguay) |

| 2. Februar 2019 20:40 UYT | Uruguay | 20 : 17       | Kanada                                                                                   | Estadio Charrúa, Montevideo Zuschauer: 2000 Schiedsrichter: Federico Anselmi (Argentinien) |
| 2. Februar 2019 20:40 UYT | Versuche: Favaro 13. n.erh. Dotti 69. n.erh. Pujadas 80. erh. Erhöhungen: de León (1/1) Straftritte: Cat (1/1) 25. | (8:5) Bericht | Versuche: Hearn 37. n.erh. Sauder 41. erh. Mackenzie 61. n.erh. Erhöhungen: Sauder (1/3) | Estadio Charrúa, Montevideo Zuschauer: 2000 Schiedsrichter: Federico Anselmi (Argentinien) |

### Zweite Runde
| 8. Februar 2019 20:10 UYT | Uruguay | 20 : 5         | Chile                      | Estadio Charrúa, Montevideo Zuschauer: 3000 Schiedsrichter: Federico Anselmi (Argentinien) |
| 8. Februar 2019 20:10 UYT | Versuche: Prada 28. erh. Vilaseca 59. erh. Erhöhungen: Vilaseca (2/2) Straftritte: Vilaseca (2/2) 18., 41. | (10:0) Bericht | Versuche: Böhme 53. n.erh. | Estadio Charrúa, Montevideo Zuschauer: 3000 Schiedsrichter: Federico Anselmi (Argentinien) |

| 9. Februar 2019 17:00 ART | Argentinien XV | 45 : 14        | Vereinigte Staaten                                                  | Marabunta Rugby Club, Cipolletti Schiedsrichter: Francisco González (Uruguay) |
| 9. Februar 2019 17:00 ART | Versuche: Carreras (2) 1., erh., 46. n.erh. Favre 7. erh. Baldunciel 28. erh. Ezcurra 53. erh. Domínguez 56. erh. Bavaro 73. n.erh. Erhöhungen: Elías (5/6) | (21:0) Bericht | Versuche: Strafversuch 77. Fawsitt 79. erh. Erhöhungen: Magie (1/1) | Marabunta Rugby Club, Cipolletti Schiedsrichter: Francisco González (Uruguay) |

| 9. Februar 2019 20:15 BRST | Brasilien                                              | 18 : 10        | Kanada                                                                      | Estádio Martins Pereira, São José dos Campos Schiedsrichter: Frank Méndez (Chile) |
| 9. Februar 2019 20:15 BRST | Straftritte: Reeves (6/8) 11., 18., 42., 47., 68., 70. | (6:10) Bericht | Versuche: Hearn 8. erh. Erhöhungen: Hearn (1/1) Straftritte: Hearn (1/3) 2. | Estádio Martins Pereira, São José dos Campos Schiedsrichter: Frank Méndez (Chile) |

### Dritte Runde
| 22. Februar 2019 19:10 PST | Kanada | 56 : 0         | Chile | Westhills Stadium, Langford Zuschauer: 1000 Schiedsrichter: Henrique Platais (Brasilien) |
| 22. Februar 2019 19:10 PST | Versuche: Baillie 2. erh. Lloyd (3) 9. erh., 17. erh., 37. erh. Parfrey 41. erh. Coe (2) 53. n.erh., 65. erh. Erhöhungen: Hearn (5/6) McRorie (1/1) Straftritte: Hearn (1/1) 7. McRorie (2/2) 75., 80. | (31:0) Bericht |       | Westhills Stadium, Langford Zuschauer: 1000 Schiedsrichter: Henrique Platais (Brasilien) |

| 23. Februar 2019 11:40 ART | Argentinien XV | 35 : 10         | Uruguay                                                                                | Estadio José Amalfitani, Buenos Aires Schiedsrichter: Derek Summers (Vereinigte Staaten) |
| 23. Februar 2019 11:40 ART | Versuche: Gorrissen 2. erh. Bavaro (2) 16. erh., 35. erh. Domínguez 24. erh. Sbrocco 77. erh. Erhöhungen: Miotti (4/4) Elías (1/1) | (28:10) Bericht | Versuche: Inciarte 20. erh. Erhöhungen: Inciarte (1/1) Straftritte: Inciarte (1/2) 30. | Estadio José Amalfitani, Buenos Aires Schiedsrichter: Derek Summers (Vereinigte Staaten) |

| 23. Februar 2019 19:10 MEZ | Vereinigte Staaten | 33 : 28         | Brasilien | Dell Diamond, Round Rock Schiedsrichter: Damián Schneider (Argentinien) |
| 23. Februar 2019 19:10 MEZ | Versuche: Lasike 22. erh. Germishuys 27. erh. Teʻo 32. n.erh. Quill 48. n.erh. Erhöhungen: Magie (2/4) Straftritte: Magie (3/3) 3., 17., 66. | (25:13) Bericht | Versuche: L. Duque 40. erh. M. Duque 59. n.erh. Matteo Dell’Acqua 72. erh. Erhöhungen: Reeves (2/3) Straftritte: Reeves (3/4) 20., 32., 45. | Dell Diamond, Round Rock Schiedsrichter: Damián Schneider (Argentinien) |

### Vierte Runde
| 1. März 2019 19:10 PST | Kanada | 23 : 39        | Argentinien XV | Westhills Stadium, Langford Schiedsrichter: Derek Summers (Vereinigte Staaten) |
| 1. März 2019 19:10 PST | Versuche: Baillie 50. erh. Coe 56. erh. Erhöhungen: McRorie (2/2) Straftritte: Hearn (2/3) 11., 23. McRorie (1/1) 65. | (6:22) Bericht | Versuche: Cubilla (2) 1. n.erh., 39. erh. Osadczuk 33. erh. Ezcurra 68. erh. Strafversuch 79. Erhöhungen: Miotti (2/3) Roger (1/1) Straftritte: Miotti (2/2) 17., 63. | Westhills Stadium, Langford Schiedsrichter: Derek Summers (Vereinigte Staaten) |

| 2. März 2019 19:10 PST | Vereinigte Staaten | 25 : 32         | Uruguay | Starfire Sports, Tukwila Schiedsrichter: Pablo Deluca (Argentinien) |
| 2. März 2019 19:10 PST | Versuche: Taufeteʻe (3) 10. n.erh., 15. n.erh., 47. n.erh. Scully 74. erh. Erhöhungen: Magie (1/2) 75. Straftritte: Hooley (1/1) 34. | (13:19) Bericht | Versuche: Sanguinetti 5. erh. Favaro (2) 30. n.erh., 43. n.erh. Cat 38. erh. Freitas 67. n.erh. Erhöhungen: Favaro (1/2) Vilaseca (1/3) Straftritte: Vilaseca (1/1) 80.+1 | Starfire Sports, Tukwila Schiedsrichter: Pablo Deluca (Argentinien) |

| 2. März 2019 18:10 BRST | Brasilien                                        | 15 : 10       | Chile                                                                                               | Estádio Jayme Cintra, Jundiaí Schiedsrichter: Joaquín Montes (Uruguay) |
| 2. März 2019 18:10 BRST | Straftritte: Reeves (5/7) 7., 12., 36., 68., 76. | (9:3) Bericht | Versuche: Garrido 43. erh. Erhöhungen: González Moller (1/1) Straftritte: González Moller (1/1) 15. | Estádio Jayme Cintra, Jundiaí Schiedsrichter: Joaquín Montes (Uruguay) |

### Fünfte Runde
| 8. März 2019 19:10 PST | Vereinigte Staaten | 30 : 25         | Kanada | Starfire Sports, Tukwila Schiedsrichter: Pablo Deluca (Argentinien) |
| 8. März 2019 19:10 PST | Versuche: Taufeteʻe (2) 19. n.erh., 45. n.erh. Dolan 38. erh. de Haas 79. erh. Erhöhungen: Magie (1/3) Leader (1/1) Straftritte: Magie (2/3) 6., 58. | (15:12) Bericht | Versuche: Blevins 13. erh. Campbell (2) 32. n.erh., 51. erh. Erhöhungen: McRorie (2/3) Straftritte: McRorie (2/2) 62., 73. | Starfire Sports, Tukwila Schiedsrichter: Pablo Deluca (Argentinien) |

| 9. März 2019 17:00 CLST | Chile                                                                           | 10 : 85        | Argentinien XV | Estadio Santiago Bueras, Santiago de Chile Schiedsrichter: Henrique Platais (Brasilien) |
| 9. März 2019 17:00 CLST | Versuche: Gómez 59. erh. Erhöhungen: Videla (1/1) Straftritte: Videla (1/1) 28. | (3:40) Bericht | Versuche: Fortuny (2) 8. erh., 29. n.erh. Santa Cruz 12. erh. Domínguez 23. erh. Mensa (3) 37. erh., 45. erh., 47. erh. Carreras 40. erh. Segura 51. erh. Miotti (2) 67. erh., 69. erh. del Prete (2) 72. n.erh., 79. n.erh. Erhöhungen: Elías (8/9) Miotti (2/4) | Estadio Santiago Bueras, Santiago de Chile Schiedsrichter: Henrique Platais (Brasilien) |

| 9. März 2019 19:15 UYT | Uruguay | 42 : 20         | Brasilien | Estadio Charrúa, Montevideo Schiedsrichter: Talal Chaudhry (Kanada) |
| 9. März 2019 19:15 UYT | Versuche: Kessler (2) 32. n.erh., 73. erh. Lamanna 53. erh. Cat 64. erh. Ormaechea 79. erh. Erhöhungen: Berchesi (4/5) Straftritte: Berchesi (3/3) 12., 26., 45. | (11:15) Bericht | Versuche: L. Duque 15. erh. Sancery 23. erh. Tranquez 49. n.erh. Erhöhungen: Reeves (1/3) Straftritte: Reeves (1/1) 6. | Estadio Charrúa, Montevideo Schiedsrichter: Talal Chaudhry (Kanada) |